# Victor Wiklund
Victor Wiklund   (Ånimskog, 1 de març de 1874 - Parròquia Johannes, 1 d'octubre de 1933) va ser un pianista i educador musical suec. Era germà d'Adolf Wiklund.
Wiklund va estudiar al Reial Conservatori de Música de 1891 a 1894 amb Joseph Dente. I Amb el temps va ser professor de piano a l'escola de música de Richard Andersson (1896-1904) que també havia estat un dels seus mestres i, al Conservatori de Música 1904-1933, des de 1918 com a professor. Fou director de l'Associació de Música d'Estocolm el 1915-1924.
Va ser elegit membre 530 de la Reial Acadèmia Musical el 24 de febrer de 1910 i va ser guardonat amb el "Litteris et Artibus" el 1920.